# North American Rockwell OV-10 Bronco
Il North American OV-10 Bronco è un aereo militare bimotore monoplano ad ala alta con compiti COIN (Counter Insurgence, controguerriglia) prodotto dall'azienda statunitense North American Aviation negli anni sessanta e settanta e ancora in servizio.
Il suo primo volo è stato compiuto nel luglio del 1965, e subito sono stati ordinati 271 esemplari tra USAF (157) e U.S. Marine Corps (114). Quando nei primi anni novanta il Bronco si è cominciato a rivelare obsoleto è stato esportato in vari Paesi, tra i quali Marocco, Filippine, Indonesia e Venezuela.
Paragonabile solo con l'FMA IA-58 Pucará, l'OV-10 si contraddistingue per lo spazio creato per un team di incursori paracadutabili o sbarcabili a scelta, non presente nel pari ruolo di costruzione argentina, mentre la struttura garantisce una eccellente visibilità.

## Storia del progetto
A fine 1963 United States Navy, United States Air Force e United States Army, rispettivamente marina militare, aeronautica militare+ ed esercito degli Stati Uniti d'America, emisero una specifica congiunta denominata LARA (Light Armed Reconnaissance Aircraft) basata sulle esigenze evidenziate durante l'impiego di piccoli aerei come osservatori (Forward Air Controller, FAC) e aerei d'attacco al suolo. Era chiaro che i modelli allora in servizio, i Cessna O-1 Bird Dog e O-2 Skymaster erano antiquati e avevano capacità di carico troppo limitate.
La specifica LARA richiedeva un bimotore biposto con capacità di carico di almeno 1 100 kg, in grado di trasportare sei paracadutisti o barelle. L'aereo avrebbe dovuto avere un inviluppo di volo da +8 a -3 g, una velocità massima di almeno 560 km/h, una corsa di decollo di 240 m, inoltre avrebbe dovuto essere in grado di operare da portaerei ed essere convertibile in anfibio.
Era richiesto un armamento fisso di quattro mitragliatrici da 7.62 mm con 2.000 colpi, e carichi esterni di vario tipo inclusi pod con cannoni da 20 mm e missili AIM-9 Sidewinder per autodifesa.
In risposta alla specifica arrivarono undici proposte, il Grumman Model 134R derivato dall'OV-1 Mohawk già in servizio, il Goodyear GA 39, il Beech PD-183, il Douglas D-855, il General Dynamics/Convair Model 48 Charger, l'Helio 1320, il Lockheed CL-760, un progetto Martin ed il North American/Rockwell NA-300.
Nell'agosto del 1964 venne scelto il NA-300, ad ottobre venne firmato il contratto per sette prototipi.
La General Dynamics/Convair contestò la scelta e costruì comunque un prototipo del Model 48 Charger che volò per la prima volta il 29 novembre 1964. Il Charger era un aereo a struttura bitrave simile all'NA-300 e superiore in diversi aspetti, dopo 196 voli di collaudo andò distrutto in un incidente il 19 ottobre 1965, la Convair rinunciò a proseguire il progetto.
Il primo volo del primo prototipo YOV-10A avvenne il sedici luglio 1965 dallo stabilimento North american di Columbus in Ohio con il capo collaudatore Ed Gillespie ai comandi.
Le consegne all'USAF ed all'USMC della prima versione di serie OV-10A iniziarono il 23 febbraio 1968.
Il Bronco venne impiegato durante la guerra del Vietnam come osservatore, scorta elicotteri, direzione del tiro d'artiglieria, ricognizione a bassa quota, trasporto leggero ed attacco al suolo.
Nel 1979 l'USMC ricevette la nuova versione OV-10D con capacità notturne ed ognitempo, in seguito modificati in OV-10D+ con diversi sistemi migliorati.
Sia gli OV-10A che gli OV-10D+ vennero impiegati nella guerra del golfo.
Gli ultimi Bronco vennero radiati dall'USMC nel luglio del 1994.
La Boeing, che nel frattempo ha incorporato tra le altre anche la North American, ha allo studio una nuova versione del Bronco con avionica aggiornata nella strumentazione di cabina, sensori e possibilità di impiegare bombe guidate, si pensa che un aereo con queste caratteristiche potrebbe avere buone possibilità di esportazione come aereo leggero da appoggio tattico in competizione con T-6B Texan II, AT-67 Dragon e EMB-314 Super Tucano.

## Tecnica

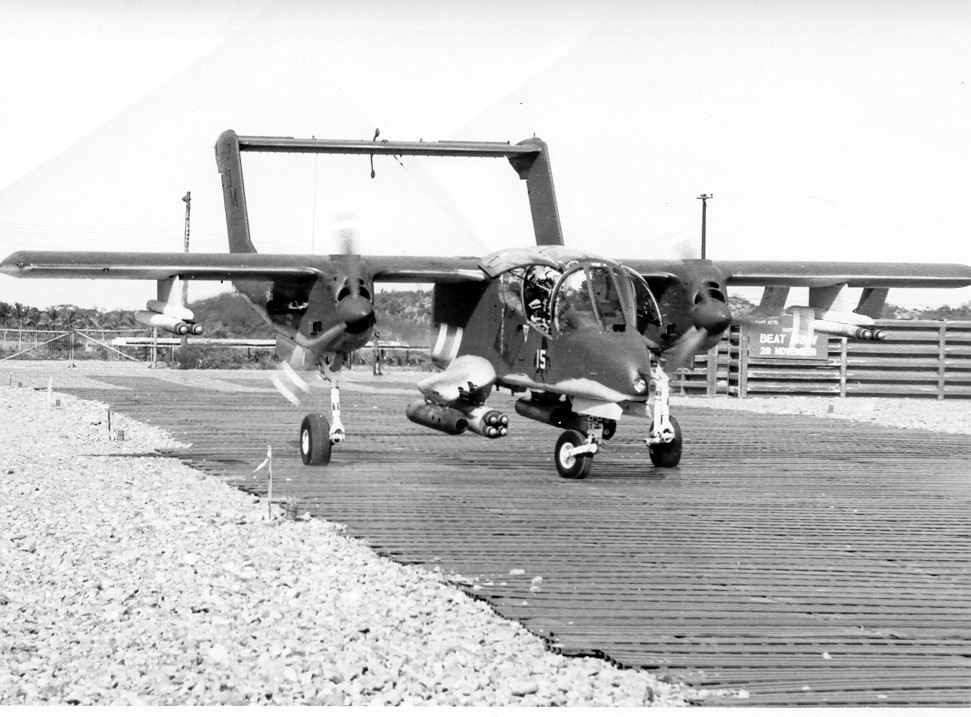
Un OV-10A del VAL-4 “Black Ponies” dell’US Navy in Vietnam armato con una coppia di razzi Zuni ad ogni pilone alare, lanciatori LAU-10/A per 4 razzi Zuni agli attacchi interni delle carenature e pod SUU-11 minigun agli attacchi esterni delle carenature ed al pilone ventrale.

L'OV-10A era un bimotore biposto ad ala alta dritta a struttura bitrave, con una fusoliera centrale con la cabina per l'equipaggio, l'avionica e la stiva di carico e due gondole motori che si prolungavano in due fusoliere più sottili unite da un piano di coda orizzontale a sezione costante in posizione alta con al centro, sopra e sotto, due piccoli contrappesi per il bilanciamento.
Sul dorso di ogni semiala c'erano quattro spoiler a forma di semicerchio collegati agli alettoni per migliorare la controllabità laterale.
Le due derive avevano un angolo di freccia con le fusoliere di 60°
Le dimensioni erano:
- lunghezza 12,67m;

- apertura alare 12,19m;

- altezza 4,62m;

- superficie alare 27,03m²;

L'OV-10A aveva motori turboelica Garrett T76-410/412 da 715shp (533Kw) con eliche tripala in lega d'alluminio dalle estremità tronche, il 410 era il motore destro ed il 412 il sinistro.
Le eliche ruotavano in senso opposto per evitare problemi dovuti alle coppie resistenti, inoltre era possibile l'inversione del passo per accorciare la corsa d'atterraggio.
L'OV-10A aveva una velocità massima di 452 km/h al livello del mare ed una quota di tangenza di 7,315m.
Il carrello d'atterraggio, progettato anche per impiego su piste semipreparate, era triciclo con carrelli principali a ruota singola rientranti nelle gondole motori e carrello anteriore a ruota singola rientrante nel muso.
Per le sue prestazioni di decollo ed atterraggio corti, il Bronco era in grado di decollare da portaerei e navi d'assalto anfibio pur non essendo dotato di attacchi per la catapulta di lancio, l'appontaggio era possibile ma in genere vietato per motivi di sicurezza per la mancanza di un gancio d'atterraggio.
L'abitacolo aveva i due uomini d'equipaggio disposti in tandem su seggiolino eiettabile LW-3B, il pilota davanti e l'osservatore dietro.
L'osservatore aveva dei comandi di volo semplificati per potere pilotare l'aereo nel caso il pilota non fosse più in grado di farlo.
L'ampia vetratura a serra permetteva all'equipaggio un'ottima visibilità in tutte le direzioni, utilissima per le missioni FAC.
L'accesso all'abitacolo era tramite due portelli apribili verso l'alto sul lato destro, i portelli di sinistra erano in genere usati per ventilazione a terra vista la mancanza di un sistema di condizionamento, potevano eventualmente essere usati come uscita d'emergenza.
In caso di eiezione, l'osservatore poteva lanciare solo sé stesso, il pilota entrambi, in tal caso prima veniva lanciato l'osservatore, inoltre il pilota aveva il cannone inclinato sul lato sinistro del seggiolino e l'osservatore a destra, questo per facilitare l'allontanamento dei seggiolini dopo il lancio e ridurre il rischio di collisioni.
L'eiezione avveniva attraverso il tettuccio, a questo scopo i seggiolini erano dotati di un rostro sopra l poggiatesta.
Il Bronco aveva una stiva posteriore del volume di 10,22 m3 con una capacità di carico di 1.452 kg.
Grazie all'altezza da terra del piano di coda e della fusoliera dell'aereo, l'accesso alla stiva e le operazioni di carico e scarico erano facilitate.
Nella stiva potevano essere trasportati sei soldati o cinque paracadutisti o due barelle con un assistente medico.
Era comunque una sistemazione scomoda data l'altezza limitata e la mancanza di finestrini.
Per missioni di aviolancio di paracadutisti o materiali il portellone di carico veniva rimosso.
Ai lati della parte inferiore della fusoliera c'erano delle carenature per agganciare i carichi esterni limitando le penalizzazioni nelle prestazioni dovute a problemi di aerodinamica, ogni carenatura aveva due attacchi per carichi con una capacità di 227 kg.
Sui prototipi le carenature erano orizzontali, sugli aerei di serie erano inclinate verso il basso per facilitare lo sgancio dei carichi riducendo il rischio di collisioni tra essi e con l'aereo.
Se non occorreva portare carichi esterni, le carenature potevano essere rimosse facilmente.
Sotto alla fusoliera centrale c'era un pilone per carichi esterni con una capacità di 454 kg.
Il Bronco era dotato di generatori di fumo per facilitare l'avvistamento da parte degli aerei d'attacco al suolo che doveva guidare sull'obiettivo nelle missioni FAC.

## Armamento[2]
L'armamento fisso dell'OV-10A era costituito da quattro mitragliatrici M60C da 7,62 mm con 500 colpi l'una, due in ogni carenatura laterale, accessibili per caricamento munizioni e manutenzione tramite un portello apribile in avanti sopra la carenatura.
Il sistema di puntamento era ottico.
I carichi previsti agli attacchi delle carenature laterali erano i seguenti:
- lanciatori LAU-32 per 7 razzi non guidati da 70 mm;

- lanciatori LAU-3-3A per 19 razzi non guidati da 70 mm;

- lanciatori LAU-10/A per 4 razzi non guidati Zuni da 127 mm;

- bombe non guidate Mk82 da 227 kg a caduta libera o frenate (Snakeye);

- pod SUU-11 contenente un M134 Minigun.

Al pilone ventrale poteva essere installato:
- serbatoio di carburante da 567 (USMC) o 869 (USAF) litri, era disponibile anche un serbatoio da 1.134 litri usato solo per voli di trasferimento;

- pod SUU-11;

- pod GPU-2 contenente un cannone da 20 mm;

- pod Mk4 HiPEG (High Performance External Gun) contenente un cannone da 20 mm a due canne da 4.000 colpi al minuto con 750 colpi.

Sotto ogni semiala, all'esterno delle gondole motori, c'era un pilone con generalmente installato un lanciatore a rotaia per missili AIM-9 Sidewinder per autodifesa, in alternativa poteva portare un serbatoio di carburante da 378 litri o un lanciarazzi.

## Versioni
YOV-10A
Primi sette prototipi con motori T76-G6/8 da 660shp (493Kw). L'ultimo YOV-10A venne consegnato il 7 ottobre 1966.
OV-10A
Prima versione di serie per l'USAF e l'USMC. A seguito dei rapporti dai reparti impegnati nella guerra del Vietnam, rispetto ai prototipi vennero migliorati i sistemi di comunicazione, aggiunti serbatoi autosigillanti e circa 136kg di blindatura, inoltre vennero introdotte altre modifiche necessarie per l'impiego in clima molto caldo e umido. Queste modifiche portarono ad un calo delle prestazioni, per cui i motori vennero sostituiti coi T76-G410/412 da 715shp (533Kw) progettati in modo da potere essere installati nelle gondole già esistenti.
Rispetto all'YOV-10A, l'apertura alare era aumentata di circa tre metri e le gondole motori spostate verso l'esterno di 15cm. A partire dall'undicesimo aereo di produzione, venne ingrandito il bordo d'attacco delle derive, sui primi dieci aerei venne modificato in seguito. Le consegne dell'OV-10A all'USAF ed all'USMC iniziarono il 23 febbraio 1968.
OV-10B
Versione prodotta per la Luftwaffe come traino bersagli priva di armamento e carenature laterali e dotata di un sistema di traino in un pod sotto alla fusoliera.
La stiva di carico era sostituita da una postazione per l'operatore addetto al traino su un seggiolino girato in direzione posteriore con una cupola trasparente al posto del portellone.
Nella cabina c'era solo il pilota.
Il primo OV-10B volò per la prima volta nell'aprile 1970.
Vennero prodotti sei aerei di questa versione.
OV-10B (Z)
Versione traino bersagli per la Luftwaffe derivata dall'OV-10B con un turbogetto J85-GE-4 da 1.338 kg di spinta in una gondola sopra la fusoliera.
Questo motore supplementare permetteva di dimezzare la corsa di decollo, triplicare la velocità di salita ed aumentare la velocità massima di 160 km/h.
Il primo OV-10B (Z) volò per la prima volta nel settembre 1970.
Vennero prodotti dodici aerei di questa versione, il primo dalla North American, gli altri in Germania dalla Rhein-Flugzeugban.
OV-10C
Versione da esportazione per la Thailandia derivata dall'OV-10A priva di piloni alari.
YOV-10D
Nell'ambito del programma OV-10 Night Observation GunShip (NOGS) dell'USMC quattro OV-10A vennero modificati con una torretta con un FLIR sotto al muso allungato ed un'altra sotto alla fusoliera posteriore con un cannone M197 da 20 mm con puntamento asservito al FLIR, erano state inoltre rimosse le carenature laterali.
I quattro aerei modificati, denominati YOV-10D, vennero consegnati nel 1970 all'USMC alla base di China Lake in California per collaudi, in seguito vennero impiegati in Vietnam dal 5 giugno al 13 agosto 1971 dal VAL-4 “Black Ponies” della base di Binh Thuy in più di duecento missioni.
Nonostante i risultati positivi delle missioni, non vennero convertiti altri aerei per mancanza di fondi.
Dal programma NOGS derivò la nuova versione OV-10D, che aveva la torretta col FLIR ed un illuminatore laser ma non quella con il cannone.
OV-10D
Seconda versione di serie sviluppata per l'USMC derivata dall'YOV-10D.
È chiaramente riconoscibile dal muso allungato con sotto una torretta sferica con un FLIR AN/AAS-37 ed un telemetro/designatore laser, la lunghezza totale dell'aereo era di 13,41m.
Il muso dell'aereo era apribile verso l'alto per accedere alla torretta per manutenzione, l'intera torretta poteva essere velocemente rimossa e sostituita.
Parte dell'avionica necessaria per i nuovi sensori era nel portellone della stiva, questo ne impediva la rimozione e quindi l'uso dell'aereo per il lancio di paracadutisti o materiale.
L'OV-10D aveva motori turboelica Garrett T76-420/421 da 1.040hp (775,5Kw) con eliche tripala in fibra di vetro dalle estremità arrotondate.
Gli scarichi dei motori avevano delle prese d'aria per miscelare i gas di scarico raffreddandoli per ridurne la visibilità ai sensori all'infrarosso e quindi la vulnerabilità dell'aereo ai missili contraerei portatili a guida IR.
La velocità massima era di 463 km/h al livello del mare.
L'OV-10D non era in grado di impiegare i Sidewinder.
Il programma venne approvato nel 1978, seguì un ordine per la conversione di diciotto OV-10A.
I primi OV-10D vennero consegnati alla fine del 1979, otto aerei al VMO-1 sulla base aerea dell'USMC (Marine Corps Air Station, MCAS) di New River in North Carolina e nove aerei al VMO-2 sulla MCAS di Camp Pendleton in California.
Negli anni ottanta gli OV-10D vennero aggiornati con lanciatori di chaff e flare AN/ALE-39 ai lati delle fusoliere laterali circa a metà della lunghezza, ricevitore d'allarme radar (Radar Warning Receiver, RWR) AN/APR-39 e generatore di contromisure elettroniche all'infrarosso (InfraRed Counter Measures, IRCM) AN/ALQ-144, detto “disco light” per la forma cilindrica con sfaccettature, posto sul dorso della fusoliera.
OV-10D+
OV-10D aggiornati alla MCAS di Cherry Point in North Carolina con ala rinforzata e miglioramenti ai cablaggi, tubazioni, FLIR, alla strumentazione in cabina e di controllo dei motori ed all'avionica per le comunicazioni, costituita da tre radio multi banda FM/VHF/UHF ed una radio HF.
L'OV-10D+ era in grado di impiegare i Sidewinder ed eseguire missioni di aviolancio di paracadutisti o materiale.
Il programma iniziò nel 1985 con l'ordine per la conversione di ventitré OV-10A e quattordici OV-10D, le consegne iniziarono nel 1990 e terminarono nel 1991 con la consegna degli OV-10D+ al VMO-4.
OV-10E
Versione da esportazione per il Venezuela derivata dall'OV-10A.
Vennero prodotti sedici aerei di questa versione.
OV-10F
Versione da esportazione per l'Indonesia derivata dall'OV-10A.
Vennero prodotti dodici aerei di questa versione.
OV-10T
Versione da trasporto rimasta allo stadio di progetto con apertura alare di quindici metri, fusoliera di sezione maggiore ed equipaggio su posti affiancati.
Era prevista una stiva posteriore del volume di 37,16 m2 con una capacità di carico di 2.041 kg oppure otto passeggeri su posti affiancati o dodici paracadutisti o sei barelle con due assistenti medici.

## Impiego operativo

### Stati Uniti d'America
- USMC[2]

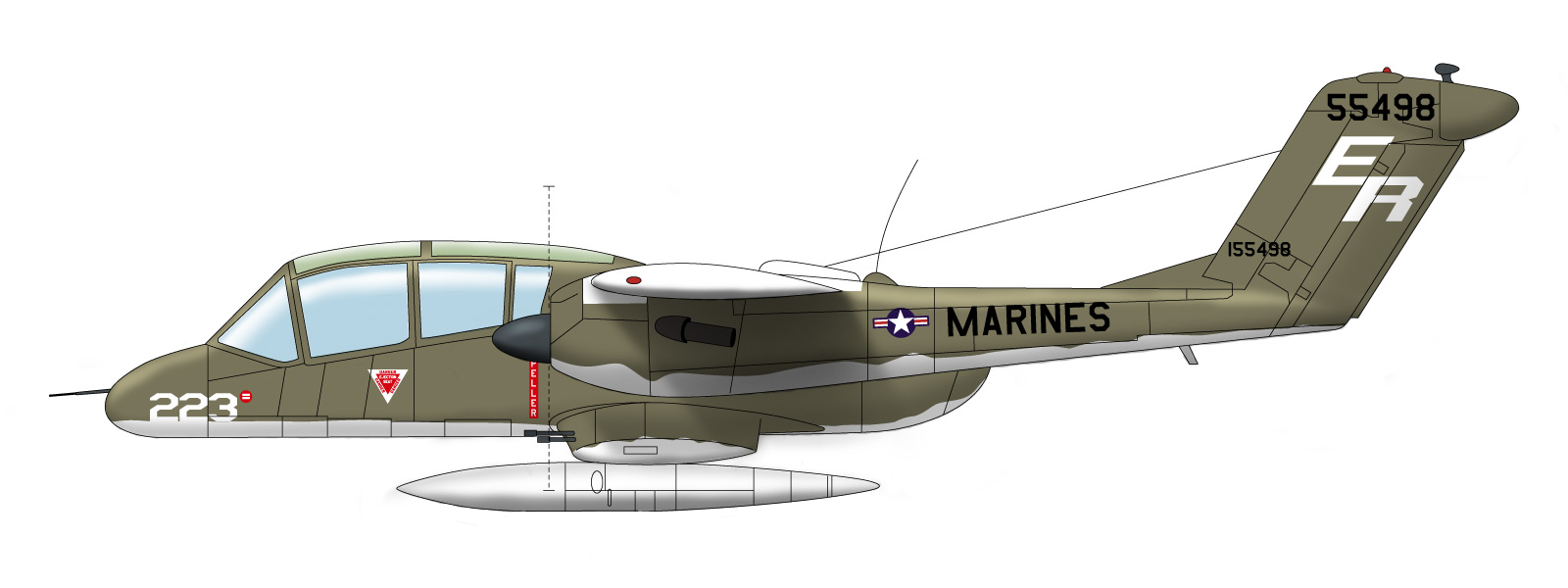
OV-10A USMC

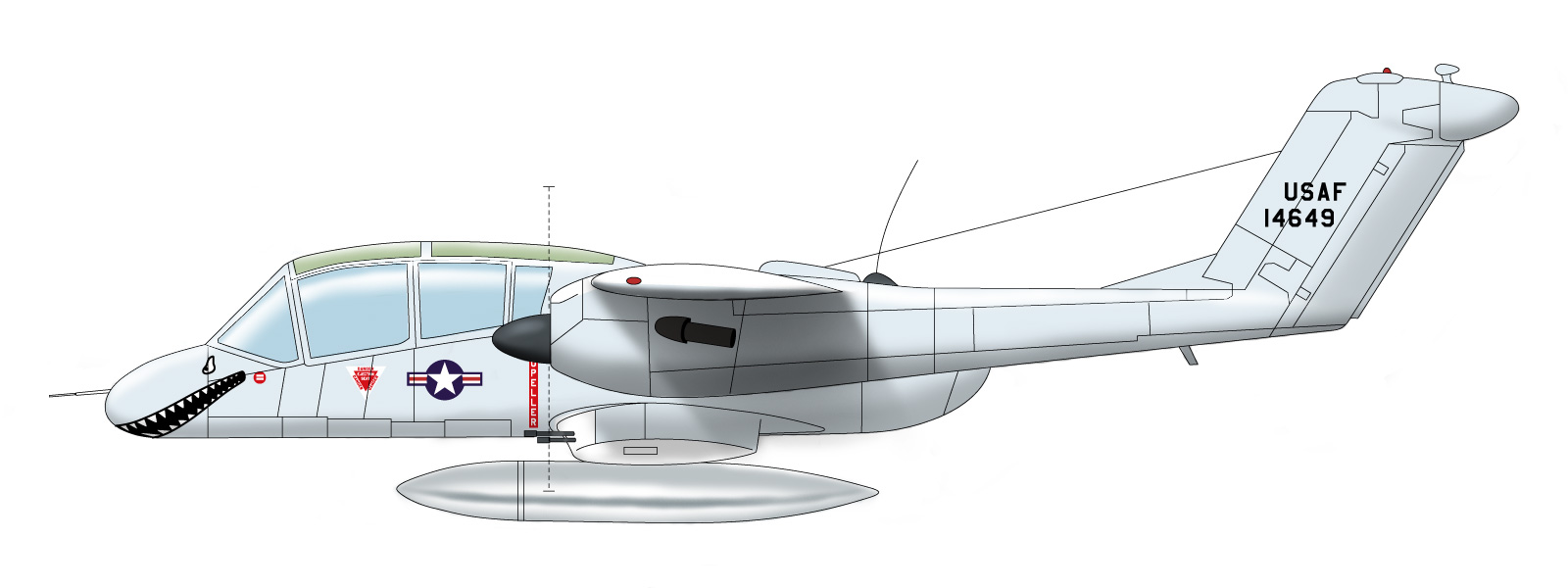
OV-10A, USAF

Nella primavera del 1968 i primi OV-10A dell'USMC vennero assegnati al VMO-5 sulla MCAS di Camp Pendleton in California per l'addestramento degli equipaggi, gli istruttori erano veterani della guerra del Vietnam.
La prima missione dei Bronco durante la guerra del Vietnam venne eseguita il 6 luglio 1968 dal VMO-2 di base a Danang.
A novembre il VMO-6 “Tomcats” venne trasferito sulla base di Quang Tri.
L'USMC impiegò ampiamente il Bronco in Vietnam sia come FAC che per attacco al suolo, perdendone complessivamente dieci.
Terminato l'impiego in Vietnam, il VMO-6 venne trasferito sulla MCAS Futenna sull'isola di Okinawa, dove rimase fino alla chiusura del reparto alla fine del 1976.
Alcuni Bronco sono stati impiegati nel maggio 1975 nell'operazione per tentare il recupero della nave SS Mayaguez e del suo equipaggio catturati dai guerriglieri cambogiani Khmer rossi.
Alla fine del 1979 vennero consegnati i primi OV-10D, otto al VMO-1 sulla MCAS di New River in North Carolina e nove al VMO-2 sulla MCAS di Camp Pendleton in California.
Il VMO-4 sulla base di Atlanta in Georgia rimase equipaggiato con soli OV-10A.
Negli anni Ottanta l'USMC aveva in servizio i Bronco nei due squadroni da osservazione VMO-1 e VMO-2 e nel VMO-4 della riserva.
Ogni squadrone da osservazione dell'USMC aveva in dotazione nove OV-10A e nove OV-10D.
Nel settembre 1990 tre OV-10A e tre OV-10D+ del VMO-2 partirono da Camp Pendleton e dopo un lungo volo di trasferimento con tappe sulla costa orientale degli USA, a Goose Bay in Canada, Groenlandia, Islanda, Regno Unito, Spagna, Sicilia, Creta ed Egitto arrivarono sulla base di King Abdul Aziz in Arabia Saudita.
I Bronco del VMO-2 assieme ad alcuni McDonnell Douglas-BAe AV-8B Harrier II entrarono a far parte del MAG-13 (Marine Air Group) del 3rd MAW (Marine Air Wing), che era la componente aerea (Aviation Combat element, ACE) del 1st MEF (Marine Expeditionary Force).
In seguito arrivarono altri due OV-10D+ via nave.
Il 18 dicembre cinque OV-10A e sette OV-10D+ del VMO-1 partirono da Norfolk (Virginia) a bordo delle portaerei CV-66 USS America e CVN-71 USS Roosevelt.
Al largo della Spagna i Bronco decollarono e proseguirono il viaggio fino all'Arabia Saudita dove arrivarono il 16 gennaio 1991.
I Bronco durante la guerra del golfo vennero impiegati in missioni FAC, di direzione tiro d'artiglieria e navale, ricognizione diurna visiva e notturna tramite FLIR.
In genere portavano razzi marcatori al fosforo ed un Sidewinder per autodifesa.
Venivano usati preferibilmente OV-10D+ perché dotati di sistemi di autoprotezione, se necessario gli OV-10A venivano impiegati per missioni diurne.
Il VMO-2 iniziò le missioni il 16 gennaio, il VMO-1 il 18.
Il 17 gennaio un OV-10A del VMO-2 venne abbattuto da un missile a guida IR, entrambi gli uomini d'equipaggio vennero catturati.
Il 29 gennaio fu un OV-10D+ ad avvistare per primo le forze irachene dirette ad attaccare Khafji ed a dirigere il primo attacco dei bombardieri Grumman A-6 Intruder dell'US Navy.
Il 24 febbraio un OV-10A del VMO-1 venne colpito al motore destro da un missile a guida IR, l'osservatore rimase ucciso dall'esplosione mentre il pilota si lanciò e venne catturato.
Dopo la guerra gli OV-10D+ vennero dotati di un missile Warning System (MWS) AN/AAR-47.
A seguito delle riduzioni al bilancio, anche l'USMC dovette ridurre la propria aviazione e decise di ridurre il numero di modelli in servizio radiando i Bronco.
A maggio del 1993 venne chiuso il VMO-2, a luglio il VMO-1, gli ultimi Bronco in servizio nel VMO-4 vennero radiati nel luglio 1994.
Molti Bronco ancora operativi sono stati ceduti a diversi enti governativi civili negli USA, altri sono stati venduti a paesi alleati.
Il ruolo di FAC nell'USMC è attualmente ricoperto da squadre speciali a terra e F/A-18D Hornet.
- USAF

Nella primavera del 1968 i primi Bronco dell'USAF vennero assegnati al 4409th Combat Crew Training Squadron (CCTS) del 4100 Combat Crew Training Wing (CCTW) sulla base aerea di Eglin in Florida per l'addestramento degli equipaggi, gli istruttori erano veterani della guerra del Vietnam.
I primi sei OV-10A arrivarono in Vietnam trasportati da Douglas C-133 Cargomaster il 31 luglio 1968 per l'operazione Combat Bronco, una valutazione in operazioni reali, e vennero assegnati al 19th Tactical Air Support Squadron (TASS) del 504th Tactical Air Support Group sulla base di Bien Hoa nel Vietnam del sud.
Le missioni di prova compresero tutte quelle previste per aerei FAC, cioè direzione di attacchi aerei diurni e notturni, direzione del tiro d'artiglieria, valutazione danni e ricognizione visiva.
Per queste missioni i Bronco erano disarmati, erano state anche rimosse le M60C per ridurre il peso dell'aereo.
L'operazione Combat Bronco terminò il 30 ottobre 1968, visti i risultati positivi l'USAF costituì dei nuovi reparti di volo su OV-10A, il 20th TASS sulla base di Danang ed il 23rd TASS sulla base di Nakhom Phanom in Thailandia.
Nell'aprile 1969 l'USAF iniziò l'operazione Misty Bronco per la valutazione in operazioni reali dell'OV-10A nell'attacco al suolo.
A seguito dei risultati positivi ad ottobre sui Bronco vennero reinstallate le mitragliatrici M60C e autorizzato l'uso di lanciarazzi per razzi esplosivi da 70 mm.
Nel 1971 quindici OV-10A del 23rd TASS vennero modificati dalla LTV Electrosystems nell'ambito del progetto Pave Nail per migliorarne le capacità d'impiego notturno ed ognitempo.
Le modifiche principali consistevano nell'installazione di un telemetro/designatore laser Pave Spot, un periscopio da visione notturna e un sistema di navigazione LORAN in un pod sotto alla fusoliera.
In genere i Bronco Pave Nail operavano in coppia, uno a quota media per dirigere la missione e l'altro a bassa quota per illuminare il bersaglio e controllare la situazione a terra.
I Bronco Pave Nail vennero impiegati anche in missioni di ricerca e soccorso in territorio nemico (Combat Search and Rescue, CSAR).
Nell'aprile del 1972 alcuni Bronco parteciparono all'operazione CSAR per il salvataggio del tenente colonnello Iceal Hambleton rimasto isolato in territorio controllato dai nordvietnamiti dopo l'abbattimento del Douglas EB-66 Destroyer su cui volava.
Due Bronco vennero abbattuti, uno il 5 e l'altro il 7 aprile, l'equipaggio del secondo venne dichiarato disperso.
La vicenda, un po' romanzata, è raccontata nel film Bat 21.
Terminato l'impiego in Vietnam, nel 1974 i Bronco Pave Nail vennero riconvertiti alla configurazione originale.
L'USAF ricevette almeno 157 OV-10A fino al termine della produzione nell'aprile del 1969, 64 OV-10A sono andati persi durante la guerra.
Le perdite tra i Bronco e gli elicotteri aumentarono a partire dall'offensiva vietnamita della primavera del 1972 a causa dell'utilizzo da parte del nemico dei missili contraerei portatili SA-7 Grail.
Dopo la guerra i Bronco dell'USAF rientrarono negli USA, il 19th TASS venne trasferito sulla base di Osan in Corea del sud, inoltre vennero costituiti alcuni nuovi reparti di volo tra cui il 22nd TASS a Wheeler nelle Hawaii ed il 27th TASS sulla base di George in California.
Nell'estate del 1991 sono stati chiusi gli ultimi due TASS su Bronco, il 20th “Misty” ed il 21st “Raven” entrambi di base a Shaw nella Carolina del sud.
L'USAF ha sostituito gli OV-10A nel ruolo FAC con i Cessna A-37 Dragonfly ed i Fairchild-Republic A-10 Thunderbolt II.
- US Navy[2]

Alla fine del 1968 i primi Bronco dell'US Navy, prestati dall'USMC, vennero assegnati al VS-41 sulla base aerea di North Island presso San Diego in California per l'addestramento degli equipaggi, gli istruttori erano veterani della guerra del Vietnam.
Il 3 gennaio 1969 l'US Navy costituì il Light Attack Squadron 4 (VAL-4) “Black Ponies” che venne impiegato in Vietnam dall'aprile del 1969 all'aprile del 1972 ed era diviso in due sezioni di otto aerei, una di base a Vung Tau e l'altra a Binh Thuy.
Le missioni dei Bronco del VAL-4 consistevano in attacchi al suolo e appoggio tattico ai marines, ai Navy SEAL ed ai battelli di pattugliamento fluviale, in particolare nel delta del Mekong.
In genere i Bronco operavano a coppie, un aereo armato con pod Mk4 sotto la fusoliera e lanciarazzi alle carenature laterali, l'altro con un pod Minigun sotto la fusoliera e lanciarazzi alle carenature laterali.
Complessivamente l'US Navy perse sette Bronco durante la guerra.
Dopo la chiusura del VAL-4, i Bronco vennero restituiti all'USMC, a parte alcuni che vennero impiegati per collaudi in diverse basi e centri sperimentali dell'US Navy.
- NASA

La NASA ricevette un OV-10A nel 1968 ed un YOV-10A all'inizio 1970 che vennero impiegati al Lewis Research Center di Cleveland nell'Ohio.
L'ampia stiva di carico si rivelò subito molto utile per imbarcare la strumentazione supplementare necessaria per i voli di prova.
Un altro OV-10A arrivò nella primavera del 1984.
Nell'estate del 1991 con la rinuncia dei Bronco da parte dell'USAF la NASA ricevette un OV-10A appartenuto al 21th TASS.
Dopo la rinuncia dei Bronco da parte dell'USMC e la chiusura del VMO-4 nel luglio 1994 anche due OV-10D+ passarono alla NASA.
I Bronco di entrambe le versioni sono impiegati per voli di prova sia al Lewis Research Center che alla base di Langley in Virginia.
- BLM

Il Bureau of Land Management (BLM) ricevette sette OV-10A, tra cui il prototipo YOV-10A, che vennero lasciati nella configurazione militare originaria ma coi seggiolini eiettabili disattivati.
Questi aerei vennero impiegati come osservatori antincendio, in pratica missioni simili a quelle FAC militari per guidare sull'incendio gli aerei antincendio veri e propri, spesso per segnalare la posizione dell'aereo venivano utilizzati i fumogeni.
A causa dell'invecchiamento degli aerei e della carenza di parti di ricambio il BLM ha rinunciato ai Bronco nel 1999.
- CDF

Nel 1993 il California Department of Forestry and Fire Protection (CDF o CALFIRE) ha acquisito alcuni OV-10A, tra cui sei ex-BLM e tredici ex-US Navy, per sostituire i Cessna O-2 Skymaster come osservatori antincendio.
I Bronco volano con un equipaggio costituito da un pilota ed un osservatore che oltre a guidare sull'incendio gli aerei ne coordina le attività cooperando anche con le unità a terra.

### Colombia
Nel 1991 l'USAF fornì dodici OV-10A alla Fuerza Aérea Colombiana.
In seguito altri tre OV-10A ex-USMC sono stati forniti come fonte di pezzi di ricambio.
L'aeronautica colombiana impiega ancora i Bronco in missioni antiguerriglia, almeno uno è stato perso in azione.
I Bronco colombiani sono stati aggiornati convertendoli in OV-10D+.
Sette Bronco sono ancora in servizio.
Attualmente in Colombia operano anche quattro Bronco dell'US Department of State in cooperazione con le autorità locali.
Questi aerei dipendono dalla base aerea di Patrick in Florida.

### Filippine
L'aeronautica militare filippina impiega i Bronco sia in missioni antiguerriglia che di ricerca e soccorso nell'intero arcipelago.
Alcuni OV-10C usati vennero acquisiti dalla Thailandia.
I Bronco filippini sono in servizio nei 16th e 25th attack squadron del 15th Strike Wing di base a Sangley Point presso Cavite.
Nel 16th attack squadron, abitualmente impiegato per missioni antiguerriglia nelle isole Jolo, sono entrate in servizio le prime due donne pilota da combattimento dell'aeronautica militare filippina.
È stato avviato un programma di ammodernamento per i Bronco ancora in servizio in collaborazione con la Marsh Aviation.
Gli aerei sono stati aggiornati nei comandi di volo, sensori, motori, trasmissioni e dotati di nuove eliche quadripala del diametro di 2,54m di produzione Hartzell.
Altre modifiche sono state introdotte per facilitare le operazioni di manutenzione.
È prevista la possibilità di utilizzare dei nuovi pod con cannoni da 20 mm di produzione filippina.
Attualmente risultano ancora in servizio 14 Bronco.
 Germania

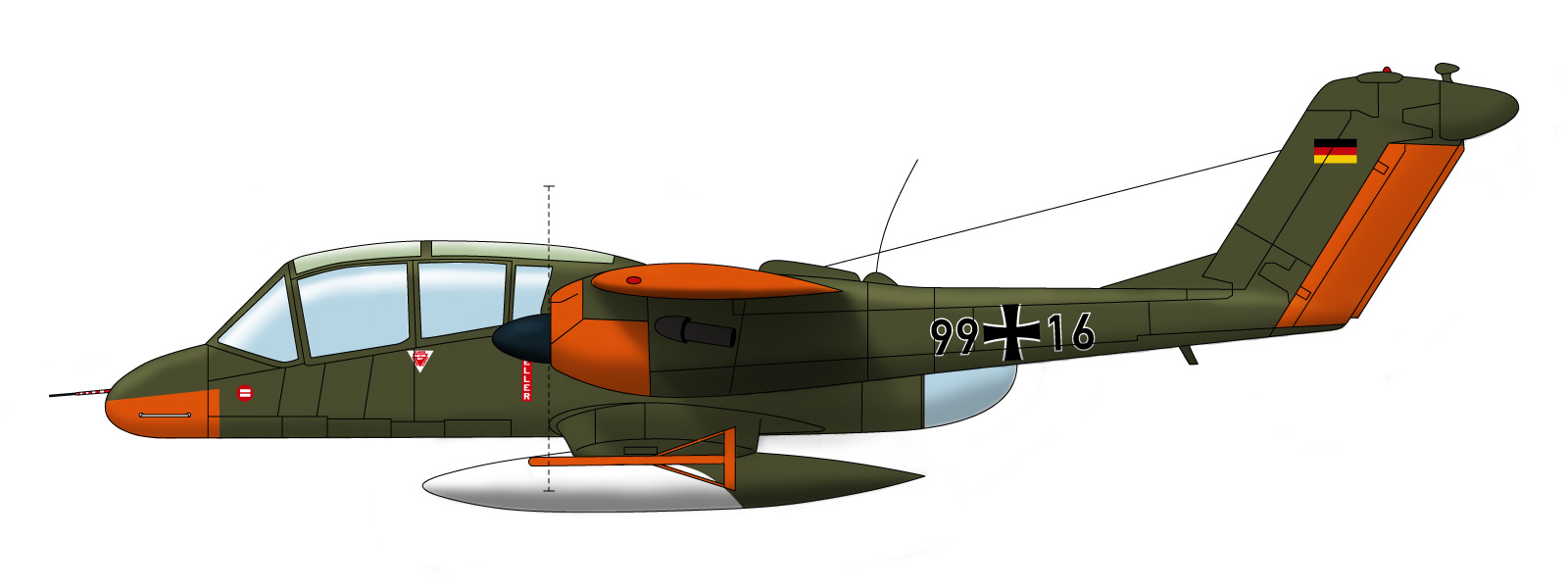
OV-10B, Luftwaffe

I Bronco sostituirono gli Hawker Sea Fury impiegati come traino bersagli dalla società civile Deutsch Lufthart Berlangschenst.
A causa dell'usura e della difficoltà nel reperire parti di ricambio, nel 1990 i Bronco vennero radiati e sostituiti da Pilatus PC-9.
 Indonesia
L'Indonesia ha acquisito dodici OV-10F, i primi vennero consegnati all'inizio del 1976 al 3rd squadron sulla base di Baucau dove sostituirono i North American P-51 Mustang.
In seguito gli OV-10F sono stati modificati sostituendo le mitragliatrici M60C con Browning da 12,7 mm.
I Bronco indonesiani sono stati impiegati in missioni antiguerriglia, risultando fondamentali nell'invasione di Timor Est.
Attualmente i Bronco indonesiani non sono più operativi.
 Marocco
Nel 1981 vennero consegnati sei OV-10A ex-USMC che vennero assegnati alla base presso l'Aeroporto di Marrakech-Menara.
Sono stati impiegati in missioni antiguerriglia contro i guerriglieri del Polisario nel Sahara occidentale.
Tutti i Bronco sono stati radiati.
 Thailandia
La Royal Thay Air Force ricevette 32 OV-10C nei primi anni Settanta.
I Bronco sono stati impiegati dal 411th e 711th squadron in missioni antiguerriglia e di sorveglianza dei confini con Laos e Cambogia, durante queste missioni almeno un Bronco è stato abbattuto da missili a guida IR.
Nel 2004 i Bronco vennero radiati, molti ceduti alle Filippine, altri posti nel RTAF Museum di Bangkok e nel Tango Squadron Wing 41 Museum di Chiang Mai.
 Venezuela
L'Aviación Militar Venezolana ha acquisito sedici OV-10E, i primi due vennero consegnati nel maggio del 1973.
I Bronco vennero assegnati al 40th squadron di Barcelona dove sostituirono i North American B-25 Mitchell, in seguito vennero trasferiti al 15th Special Operations Group di Maracaibo ed impiegati per missioni di sorveglianza dei confini con la Colombia.
Il 27 novembre 1992 alcuni Bronco sono stati impiegati da ufficiali ribelli durante un tentativo di colpo di Stato contro il presidente Carlos Andrés Perez.
I Bronco pilotati dai ribelli attaccarono con bombe e razzi il palazzo presidenziale, sedi della polizia ed altri enti governativi nella capitale Caracas.
I Bronco pilotati dai ribelli attaccarono anche la base aerea di Barquisimeto distruggendo tre CF-5A a terra.
Due Bronco vennero poi abbattuti da un CF-5A che era riuscito a decollare prima dell'attacco e da un F-16A di pattuglia.
In seguito i Bronco pilotati dai ribelli attaccarono le truppe governative, un Bronco venne abbattuto da fuoco da terra, l'equipaggio si salvò lanciandosi.
Attualmente risultano ancora in servizio sette Bronco.

### Guerra all'Isis
Dal maggio 2015, da più fonti, vengono riportate notizie nelle quali si citano missioni in cui gli Stati Uniti avrebbero riportato in servizio attivo gli aerei controguerriglia contro le milizie del califfato. La versione a cui si fa riferimento e l'OV-10G+ Combat Dragon II

## Utilizzatori

### Governativi
Stati Uniti
- CalFire

16 OV-10A ex USAF acquistati nel 1993, 14 dei quali sono stati convertiti in aerei antincendio. Un OV-10D è stato aggiunto alla flotta nel 2011. 1 OV-10A e 3 OV-10D ex NASA ricevuti il 1 novembre 2022, con ingresso in servizio previsto per il 2023.
- NASA

1 OV-10A e 3 OV-10D ceduti al CalFire il 1 novembre 2022, con ingresso in servizio previsto per il 2023.

### Militari
Colombia
- Fuerza Aérea Colombiana

12 OV-10A ex USAF ricevuti nel  1991, più 3 OV-10A ex US Marine Corps acquisiti per fornire pezzi di ricambio. Gli esemplari supertiti sono stati aggiornati allo stesso standard dell'OV-10D e definitivamente ritirati nel novembre 2015.
 Filippine
- Hukbong Himpapawid ng Pilipinas

8 esemplari ceduti di seconda mano dalla Thailandia nel 2003-2004, che furono rimotorizzati ed aggiornati per impiegare bombe a guida laser GBU-12 PAVEWAY-2. Ai 4 OV-10C ed all'unico OV-10A in servizio al luglio 2018, vennero aggiunti ulteriori 2 OV-10A e 2 OV-10G+ ex USAF, che sono stati consegnati dal 2019. In totale sono stati consegnati 40 esemplari. Dopo 33 anni di servizio (i primi aerei sono stati consegnati il 12 novembre 1991) gli ultimi esemplari sono stati ritirati il 28 dicembre 2024.
 Germania
- Luftwaffe

18 OV-10B utilizzati per il traino bersagli e privi di armamento in servizio dal 1969 al 1990.
 Indonesia
- Tentara Nasional Indonesia Angkatan Udara

16 OV-10F Bronco in servizio dal 1976 al 2012.
 Marocco
- Aeronautica militare del Marocco

6 OV-10A ex USMC acquistati dall'USMC nel 1981, ritirati nel 1991.
 Stati Uniti
- United States Air Force

157 OV-10A ricevuti, tutti ritirati dal servizio.
- United States Marine Corps Aviation

114 OV-10A ricevuti, tutti ritirati dal servizio.
 Thailandia
- Kongthap Akat Thai

16 OV-10C ordinati nel 1969 e consegnati nel 1971. Ulteriori 16 OV-10C ordinati nel 1972 e consegnati nel 1973. Tutti gli aerei sono stati ritirati nel 2003. 8 esemplari ceduti alle Filippine tra il 2003 e il 2004.
 Venezuela
- Fuerza Aérea Venezolana

16 OV-10E consegnati a partire dal 1973, più ulteriori 10 OV-10A ex USAF consegnati nel 1991. Tutti gli aerei furono ritirati nel 2012.

## Livree
- USMC

Inizialmente i Bronco dell'USMC avevano una livrea con le superfici superiori e laterali verde scuro FS34097 e le superfici inferiori grigio chiaro lucido FS16440.
Le superfici superiori dell'ala erano bianco lucido FS17875 per facilitare l'avvistamento dall'alto da parte degli aerei che dovevano guidare sull'obiettivo.
A metà anni ottanta i Bronco adottarono una livrea a chiazze di verde scuro e due diverse tonalità di grigio estesa a tutto l'aereo.
Durante la guerra del golfo alcuni Bronco del VMO-2 adottarono una livrea desertica a chiazze di due diverse tonalità di marrone su tutte le superfici superiori e laterali e azzurro chiaro per tutte le superfici inferiori.
Alcuni Bronco del VMO-1 vennero interamente ridipinti in grigio chiaro FS36473, livrea adottata per tutti i Bronco dell'USMC dopo la Guerra del Golfo.
- USAF

I Bronco dell'USAF erano inizialmente interamente grigio chiaro FS36473.
Negli anni ottanta adottarono la livrea denominata “Europe I” detta anche “lizard”, a chiazze di grigio scuro FS36081, verde scuro FS34092 e verde medio FS34102 estesa a tutto l'aereo.
- US Navy

Inizialmente i Bronco dell'USMC presi a prestito dall'US Navy mantennero la livrea con le superfici superiori e laterali verde scuro FS34097 e le superfici inferiori grigio chiaro lucido FS16440.
Le superfici superiori dell'ala erano bianco lucido FS17875 per facilitare l'avvistamento dall'alto da parte degli aerei che dovevano guidare sull'obiettivo.
A metà del 1971 venne adottata la stessa livrea usata per tutti gli aerei imbarcati con grigio chiaro opaco FS36440 su tutte le superfici superiori e laterali e bianco lucido FS17875 per tutte le superfici inferiori e le superfici mobili di controllo.
 Filippine
 Thailandia
 Venezuela
I Bronco di queste nazioni avevano la livrea usata dall'USAF a partire dal 1965 per la maggior parte dei caccia ed aerei d'attacco al suolo con le superfici superiori e laterali a chiazze di marrone FS30219, verde scuro FS34079 e verde medio FS34102 e tutte le superfici inferiori grigio chiaro FS36622.

## Velivoli comparabili
Sudafrica
- Paramount Aerospace Industries Ahrlac

## Esemplari attualmente esistenti
In Europa sono conservati 4 Bronco:
Due OV-10B all'Imperial War Museum di Duxford in Inghilterra, con matricole civili G-BZGL e G-BZGK.
Due OV-10B (ex-Luftwaffe) al museo di Montelimar in Francia, uno in mostra statica, e l'altro volante con matricola civile F-AZKM.
Altri Bronco sono in mostra statica in alcuni musei europei (ad esempio l'OV-10B esposto al museo di Berlino-Gatow codici 99+33) ed in altre basi aeree degli USA.

## Cinema
Nel film 007 - Zona pericolo (The Living Daylights) è stato usato un OV-10s della Reale aeronautica militare marocchina, nella scena in cui fuggono dal campo Sovietico (nel film doveva essere in Afghanistan) con l'aiuto del Mujahadeen. la scena è stata girata in una base aerea in Marocco mentre l'OV-10s fu dipinto di nero con una Stella Rossa (Sovietica).